# نیروی زمینی سنگاپور
نیروی زمینی سنگاپور یا ارتش سنگاپور شاخه‌ای از نیروهای مسلح سنگاپور است که به عملیات زمینی در مقابل خطرات و دشمنان خارجی می‌پرداند. این نیرو بزرگ‌ترین و گسترده‌ترین شاخه از نیروهای مسلح سه گانهٔ کشور جمهوری سنگاپور است.

## مأموریت
مأموریت نیروهای مسلح سنگاپور (اس‌ای‌اف) جلوگیری از تجاوز مسلحانه و دستیابی به پیروزی سریع و قاطع در صورت شکست بازدارندگی است. ارتش همچنین وظیفه دارد عملیات‌های زمان صلح را برای تأمین منافع ملی و سیاست خارجی سنگاپور انجام دهد. این عملیات‌ها از امدادرسانی در زمان وقوع بلایای طبیعی گرفته تا حفظ صلح، نجات گروگان‌ها و سایر وضعیت‌های اضطراری را در بر می‌گیرند.
ارتش فناوری را به عنوان یک نیروی افزاینده و ابزاری برای حفظ قدرت رزمی با توجه به محدودیت‌های جمعیتی سنگاپور می‌داند. هماهنگی میان چهار شاخه اس‌ای‌اف بخشی اساسی از دکترین جنگی ارتش است. عملیات‌های مشترک با نیروی دریایی و نیروی هوایی شامل فرودهای آبی-خاکی و عملیات‌های امدادرسانی مهم در پی زمین‌لرزه و سونامی اقیانوس هند (۲۰۰۴) است.
ارتش از سربازان وظیفه و افسران با مهارت فنی و تحصیلات نسبتاً بالا بهره می‌برد که بازتابی از جمعیت کلی است و سعی کرده است از این ویژگی در یک نیروی جنگی پیچیده‌تر و شبکه‌محور استفاده کند.
آمادگی رزمی ستون فقرات سیاست ارتش است و تمرینات نظامی تا سطح لشکر چندین بار در سال برگزار می‌شود که شبیه‌سازی عملیات‌های تمام‌طیفی، از جمله جنگ تمام‌عیار است. مانورهای جنگی ترکیبی از سلاح‌ها و همگرایی سه‌نیرو (با مشارکت نیروی دریایی و هوایی) است. به دلیل محدودیت فضای تمرین در سنگاپور – که آتش توپخانه به‌سرعت جزیره را درمی‌نوردد – برخی از تمرینات نظامی در خارج از کشور برگزار می‌شود. نیروهای ذخیره به‌طور دوره‌ای در خارج آموزش می‌بینند و واحدهای آن‌ها به‌طور منظم از نظر آمادگی رزمی ارزیابی می‌شوند. ارتش همچنین به‌صورت دوجانبه با برخی کشورهای میزبان آموزش می‌بیند و تبادلات نظامی به‌طور مکرر صورت می‌گیرد. آموزش‌ها با شعار «سخت، واقعی و ایمن» انجام می‌شوند و به دلیل حساسیت به تلفات نظامی در ارتش سنگاپور که عمدتاً متشکل از سربازان وظیفه است، اهمیت ویژه‌ای به ایمنی داده می‌شود.
در پی انقلاب در امور نظامی و همگام با مدرن‌سازی سامانه‌های تسلیحاتی، ارتش در حال گذار به یک دکترین جنگی شبکه‌محورتر است که نیروی هوایی و دریایی را همگراتر می‌کند.

## تاریخچه
ارتش سنگاپور با دو گردان پیاده‌نظام، گردان‌های اول و دوم، هنگ پیاده‌نظام سنگاپور (۱ اس‌آی‌آر و ۲ اس‌آی‌آر) که به‌ترتیب در سال‌های ۱۹۵۷ و ۱۹۶۲ زمانی که سنگاپور هنوز مستعمره بریتانیا بود تشکیل شدند، شروع به کار کرد. پس از ادغام با مالزی که بعدها منجر به جدایی در سال ۱۹۶۵ شد، سنگاپور در تاریخ ۲۳ دسامبر ۱۹۶۵ قانون ارتش سنگاپور را در مجلس تصویب کرد و در ژانویه ۱۹۶۶ کنترل کامل دو گردان را از مالزی به‌دست‌آورد. در آن زمان، ارتش سنگاپور تنها دو گردان پیاده‌نظام و سپاه توپخانه داوطلبان سنگاپور را در اختیار داشت. چند ماه بعد، ارتش یک نیروی ذخیره به نام نیروی دفاع مردمی را تشکیل داد که از یک واحد داوطلب قدیمی که برای خدمت در خلال مواجهه اندونزی و مالزی بسیج شده بودند، تشکیل شد. با این حساب یک گردان سوم، با نام گردان دهم نیروی دفاع مردمی به عنوان یک گردان پیاده‌نظام ذخیره داوطلبانه تشکیل شد.
در سال ۱۹۶۷، مجلس قانون اصلاحیه خدمت ملی را تصویب کرد که خدمت ملی (اجبار خدمت نظامی) را برای تمام مردان جوان سالم ۱۸ سال و بالاتر الزامی کرد. در ژوئن ۱۹۶۷، ارتش سنگاپور اولین گردان توپخانه خود یعنی گردان بیستم توپخانه سنگاپور (۲۰ اس‌ای‌بی) را تشکیل داد. دو گردان پیاده‌نظام جدید که شامل گردان‌های سوم و چهارم، هنگ پیاده‌نظام سنگاپور (۳ اس‌آی‌آر و ۴ اس‌آی‌آر) می‌شدند نیز در اوت ۱۹۶۷ تشکیل شدند. در نوامبر ۱۹۶۸، اولین گردان زرهی ارتش سنگاپور که گردان چهل و یکم هنگ زرهی سنگاپور (۴۱ اس‌آر) نام داشت، تشکیل شد. پس از آن، گردان اول کماندو (۱ کدو بی‌ان) نیز در دسامبر ۱۹۶۹ تشکیل گردید.
در سال ۱۹۷۲، مجلس قانون نیروهای مسلح سنگاپور را تصویب کرد تا فرماندهی‌ها و عملکردهای اداری متنوع نیروهای مسلح سنگاپور را سازماندهی و یکپارچه کند.

### شرح لوگو
در شیلد نشان، عبارت تنترا سینگاپورا (به معنی «ارتش سنگاپور» به زبان مالایی) نوشته شده است. همچنین نشان ملی در داخل آن قرار دارد. شعار درج شده در آن «یانگ پِرتاما دان اوتاما» (به معنی «اول و مهم‌تر» به زبان مالایی) است. دو ساقه لورل به‌طور طرفین شیلد را دربر گرفته‌اند. لورل‌ها به رنگ سبز برای ارتش سنگاپور و طلایی برای نیروهای مسلح سنگاپور هستند.

## عملیات
ارتش سنگاپور در عملیات‌های حفظ صلح در خارج از کشور مشارکت داشته است. پس از جنگ خلیج فارس، سنگاپور به مأموریت نظارتی عراق-کویت سازمان ملل (یونیکوم) که در سال ۱۹۹۱ تشکیل شد، کمک کرد. از مه ۲۰۰۷ تا ژوئن ۲۰۱۳، ارتش سنگاپور حدود ۵۰۰ نفر از پرسنل خود را برای پیوستن به نیروی کمک امنیتی بین‌المللی (آی‌اس‌ای‌اف) به منظور حفظ ثبات و کمک به بازسازی در جنگ افغانستان (۲۰۰۱–۲۰۲۱) اعزام کرد. از سال ۲۰۱۴، ارتش سنگاپور به‌عنوان پشتیبانی لجستیکی به ائتلاف بین‌المللی در جنگ علیه دولت اسلامی کمک کرده است.